# Durmitor
Der Durmitor ist ein Bergmassiv im Norden Montenegros, das zum Gebirgszug der Dinariden gehört. Der das Massiv umschließende Durmitor-Nationalpark, der 1952 zum Nationalpark erklärt wurde, gehört seit 1980 zum UNESCO-Weltnaturerbe. Der höchste Gipfel des Durmitormassivs mit 2522 Metern ist der Bobotov Kuk. 48 Gipfel des Durmitor-Massivs sind höher als 2000 m.
Im Durmitor-Massiv und in dessen Vorland finden sich zahlreiche Seen, darunter der Jablan jezero (auf 1918 m Höhe), der Srablje jezero (1667 m), der Škrčko jezero (1717 m), der Vražije jezero (1437 m), der Crno jezero (1416 m) und der Zmijinje jezero (1344 m).

## Tourismus
Das Gebirge ist ein beliebtes Touristenziel. Die Hauptsaison ist traditionell der Winter, wenn die niederen Regionen des Durmitor für den Wintersport genutzt werden. Ausländische Reisende, deren Zahl in den letzten Jahren wieder angestiegen ist, besuchen den Durmitor vor allem im Sommer zum Wandern und Bergsteigen. Auch die Tara-Schlucht ist ein beliebtes Touristenziel.

## Klima
Das Durmitormassiv liegt trotz der Nähe zum Mittelmeer in einer Klimazone, die verstärkt vom Festland geprägt ist, dem gemäßigten Kontinentalklima. Somit sind die Temperaturverhältnisse denen in Mitteleuropa nicht unähnlich, werden aber durch die Höhe des Massivs bis über 2500 Metern z. T. deutlich nach unten gedrückt. Das Aufeinandertreffen feuchter und warmer Luft von der Adria und kalter Festlandsluft führt in den Wintermonaten zu erheblichen Schneemengen. 3 Meter Schnee und auch mehr sind nicht ungewöhnlich in den höheren Bergregionen im Nordosten Montenegros. Innerhalb des Durmitors bewegen sich die Durchschnittstemperaturen je nach Höhenlage im  Januar zwischen −3 und −8 °C, im Juli zwischen +15 und +7 °C und im Jahr zwischen +7 und −1 °C. Die Jahresniederschlagsmengen sind hoch und erreichen in den Hochlagen deutlich mehr als 2000 mm im Jahr. Schnee kann selbst im Hochsommer fallen und an exponierten Nordhängen hält er sich den Sommer hindurch bis zum nächsten Schneefall im September.
Die Wetterstation Žabljak auf 1450 Metern gibt folgende Durchschnittsdaten an: Januar: −4,8 °C, Juli: +13,8 °C, Jahresmittel: +4,8 °C.